# Catherine Grand
Catherine Grand, född 1761, död 1835, var en fransk kurtisan. 
Hon föddes i Indien som dotter till franska föräldrar. Hon gifte sig 1777 med den franska kolonialtjänstemannen George Grand, och hade 1778 ett uppmärksammat förhållande med den brittiska kolonialtjänstemannen Philip Francis.
Hon separerade från sin make, reste till Europe och bosatte sig 1782 i Paris, där hon blev en berömd kurtisan känd som Madame Grand och "le indienne". Hon förevigades i ett berömt porträtt av Élisabeth Vigée Le Brun 1783, som väckte stort intresse på Parissalongen. 
Bland hennes kunder som kurtisan nämns Claude Antoine de Valdec de Lessart, Édouard Dillon, Louis Monneron och François-Auguste Fauveau de Frénilly. 
År 1792 stormades Tuilerierna av invånarna i Paris under franska revolutionen. Catherine Grand flydde från Paris till England. Hon återvände till Frankrike efter Maximilien de Robespierres störtande, och fängslades kort därefter anklagad för spionage. Hon ställdes inför revolutionsdomstolen för att ha stöttat kontrarevolutionen och haft kontakter med emigranter och dömdes till döden. Från fängelset bad hon framgångsrikt utrikesminister Charles-Maurice de Talleyrand-Périgord (1754–1838) att ingripa för att frige henne, vilket han gjorde; de levde sedan tillsammans. 
1798 tog hon ut skilsmässa från sin make och bosatte sig med Charles Maurice de Talleyrand-Périgord. När Napoleon krävde att paret skulle gifta sig eller separera, gifte de sig 1802. Napoleon ogillade henne och tog sällan emot henne vid hovet. Hon beskrivs som en vacker värdinna med lugn och indolent personlighet. Hon separerade från sin make 1815 och levde sedan på ett generöst underhåll. 